# Военные поселения
Военные поселения — система организации войск в России в 1816—1857 годах, сочетавшая военную службу с занятием производительным трудом, прежде всего сельскохозяйственным. Устройство военных поселений в Российской империи началось с Могилёвской губернии в 1810 году, однако Отечественная война 1812 года прервала этот процесс.

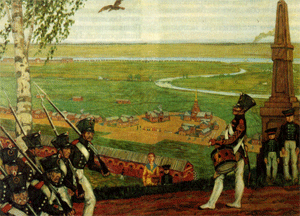
Военные поселения [Александровской эпохи] (картина Мстислава Добужинского)

С целью организации подготовки обученного резерва войск без увеличения расходов на вооружённые силы и частичного упразднения рекрутских наборов по инициативе императора Александра I были созданы военные поселения. Высвободившиеся средства император планировал направить на выкуп крестьян с землями у помещиков (для их последующего освобождения). Одним из первых в 1810—1812 годах в Могилёвской губернии было организовано поселение для Елецкого мушкетёрского полка. При этом местные жители должны были быть выселены в южные губернии. Эти намерения не были полностью осуществлены из-за начавшейся Отечественной войны.
К 1825 году пехотные части были рассредоточены, в основном, на казённых землях в Санкт-Петербургской, Новгородской, Могилёвской и Витебской губерниях. Кавалерийские части располагались в Херсонской, Слободско-Украинской и других губерниях России.
Военные поселения находились в подчинении:
- 1817—1821 — начальника военных поселений;
- 1821—1826 — штаба военных поселений;
- 1826—1832 — Главного штаба Его Императорского Величества по военным поселениям;
- 1832—1857 — Департамента военных поселений Военного министерства.

## Предпосылки создания
Военные поселения (слобода стрелецкая, казачья и так далее) существовали ещё в XVII веке на южной и восточной окраинах Русского государства, где они должны были удерживать набеги крымских татар и других кочевых инородцев. В XVIII веке с аналогичной целью защиты пограничных областей от набегов кочевников военные поселения были учреждены при Петре Первом на Украине (Ландмилиционный корпус → Украинская дивизия) и по Царицынской линии, при Елизавете — на Волге и по Оренбургской линии, при Екатерине II — на Кавказе.

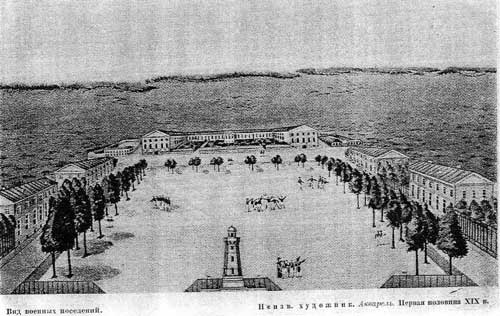
Вид военного поселения XIX века, Кречевицы

Вместе с тем, во внутренних губерниях учреждались военные поселения, имевшие целью давать призрение, т.е. наблюдение за нижними чинами, уволенными в отставку за ранами, болезнями и старостью. Так, при Петре Великом были организованы поселения солдат в областях, завоёванных от Швеции; позднее были учреждены подобные же поселения в Казанской, Оренбургской, Смоленской и других губерниях.
К концу XVIII века все эти поселения были постепенно уничтожены: одни из них вошли в состав казачьих войск астраханского, оренбургского и кавказских, другие слились с населением городов и казённых селений, и только в восточных губерниях в немногих местностях остались пахотные солдаты, ничем, кроме названия, не отличавшиеся от государственных крестьян.
В начале XIX века, в эпоху войн с Наполеоном, возникло предложение организовать во внутренних губерниях военные поселения в широких размерах. Мысль об этом принадлежала императору Александру I, который, увлёкшись шарнхорстовой системой комплектования армии, введённой в Пруссии, надеялся, что военные поселения заменят в России ландвер и ландштурм и дадут возможность, в случае необходимости, увеличить в несколько раз численность войск.
Вместе с тем император, учреждая военные поселения, мечтал улучшить материальное положение нижних чинов, дать им возможность во время службы оставаться среди своих семейств и продолжать свои земледельческие занятия, а на старость обеспечить им пристанище и кусок хлеба. На возражения своих приближённых, указывавших на дороговизну поселений для казны и на ненадёжное обеспечение ими комплектования армии, государь отвечал, что военные поселения будут устроены, хотя бы пришлось уложить трупами дорогу от Петербурга до Чудова. По мнению А. Зубова таким образом Александр I пытался создать новый класс, опираясь на который можно было бы проводить либеральные реформы.
Граф А. Аракчеев, которого обыкновенно считают творцом военных поселений, первоначально высказывался против их введения и взялся за него только из опасения потерять своё влияние на императора Александра I.

## Первый опыт устройства
Первый опыт устройства военных поселений на новых началах был сделан в 1810 году, когда в Климовичском уезде Могилёвской губернии был поселён запасный батальон Елецкого мушкетёрского полка. Все планы и чертежи для этого поселения были разработаны графом Аракчеевым по образцу принадлежавшей ему Грузинской вотчины.
Коренные жители избранной для поселения местности были переселены в Новороссийский край, причём на продовольствие 4 тысяч крестьян во время переселения потребовалось около 70 тыс. руб. Крестьяне переселились без всякого сопротивления, но на пути многие из них погибли от холода, голода, пьянства.
Батальон, назначенный для поселения, был составлен из лучших нижних чинов полка: в число поселян назначались преимущественно женатые нижние чины, а холостым разрешено было жениться на крестьянках казённых имений, причём беднейшим выдавалось денежное пособие на свадьбу и обзаведение. Нижние чины поселяемого батальона были помещены в оставленных крестьянами домах, им были выданы от казны земледельческие орудия, рабочий скот и семена для засева полей.

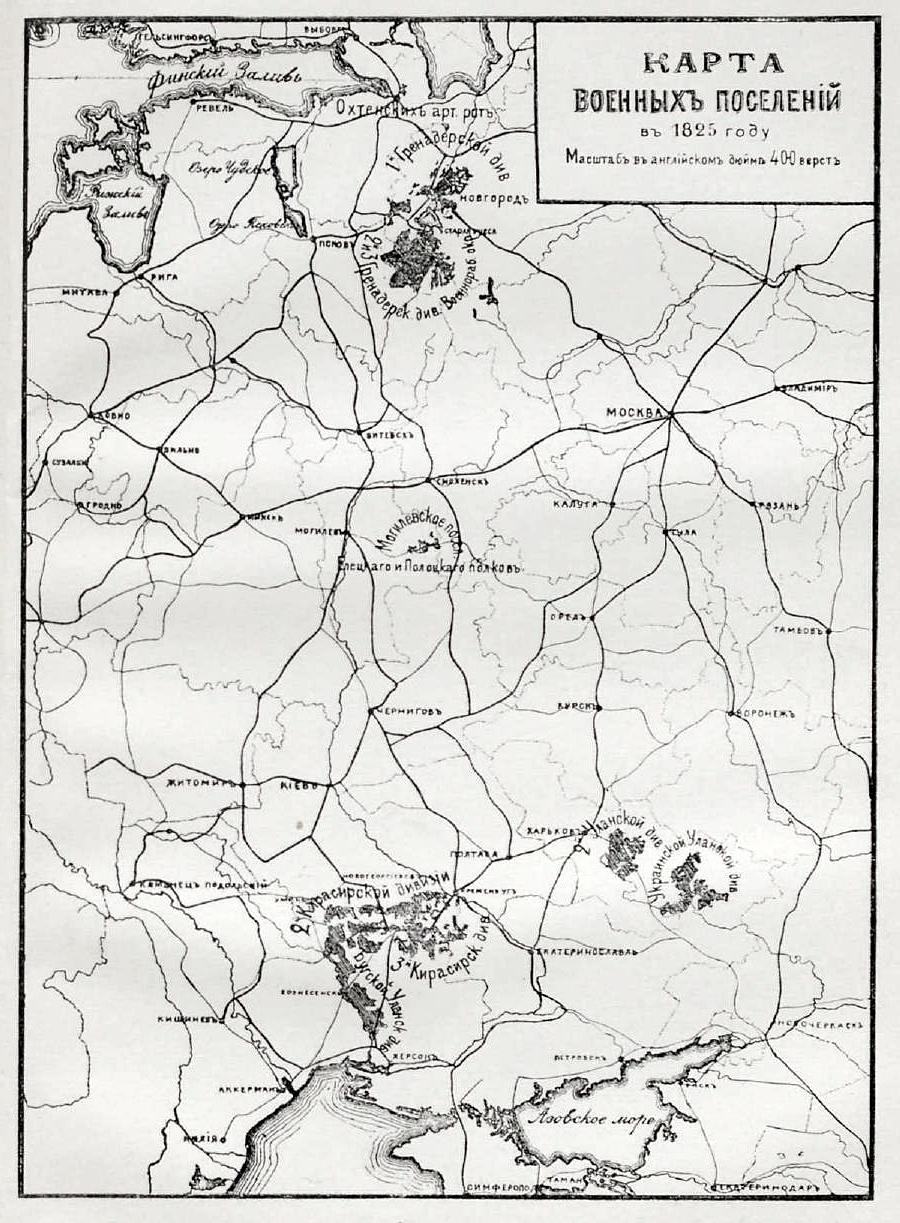
Рисунок из статьи «Военные поселения»
(«Военная энциклопедия Сытина»)

Кампания 1812 года остановила организацию могилёвского военного поселения. Поселённый батальон вошёл в состав действующей армии, а когда по окончании войны остатки его были водворены на прежнем месте, то оказалось, что все постройки и оставленное в них имущество расхищены соседними жителями. Отвыкшие за время военной службы от полевых работ солдаты оказались плохими земледельцами, правительство несло большие расходы не только на обзаведение поселян, но и на их содержание, поэтому при дальнейшем развитии военных поселений местные жители оставлялись на родине и зачислялись в военные поселяне.
Осенью 1816 года в Высоцкую волость Новгородской губернии был отправлен один батальон гренадерского графа Аракчеева полка, причём мера эта была мотивирована недостатком в Петербурге казарм для помещения войск. Вся Высоцкая волость была изъята из ведения гражданского начальства, и для управления ею был командирован личный адъютант графа Аракчеева, штабс-капитан Мартос.
В апреле 1817 года в Новгородской губернии был поселён гренадерский графа Аракчеева полк, в Могилёвской губернии — Полоцкий пехотный полк, в Слободско-Украинской (Харьковской) губернии — 3 полка 2-й уланской дивизии; в изданных по этому поводу указах впервые была ясно и определённо намечена цель учреждения военных поселений.
Затем число поселений постоянно увеличивалось, и к концу царствования императора Александра I было поселено всего: в Новгородской губернии — 12 гренадерских полков и 2 артиллерийские бригады, в Могилёвской губернии — 6 пехотных полков, в Слободско-Украинской, Херсонской и Екатеринославской губерниях — 16 кавалерийских полков, в Петербургской губернии — 2 роты служителей Охтинского порохового завода.
При устройстве военных поселений, «для удобнейшего управления ими и пресечения всяких споров между поселянами и посторонними лицами», было принято за правило не допускать в границах поселений частных владений. Сначала казна входила с помещиками в соглашение относительно уступки их земель для военных поселений. Имеются указания, что помещиков, не соглашавшихся уступить свои земли, принуждали к тому разными мерами; так, имение одного помещика близ Новгорода граф Аракчеев приказал обвести канавой, и помещик, отрезанный от реки и проезжей дороги, вынужден был уступить.
В 1817 году в Новгородской и Слободско-Украинской губерниях были учреждены особые межевые комиссии, которым губернское начальство должно было доставить сведения о неразмежеванных помещичих землях внутри округов военного поселения. Комиссии же, рассмотрев и проверив эти сведения, составляли предположения о вымежевании помещикам соответствующего количества земли к одной стороне округа военного поселения. С земель, отходящих в ведение казны, помещики должны были перенести свои усадьбы и хутора на вновь отведённые им земли, а капитальные сооружения брались в казну за условленное, по соглашению с владельцами, вознаграждение. Впоследствии такая же межевая комиссия была учреждена для Херсонской и Екатеринославской губерний.
С мелкими землевладельцами поступали ещё проще: при поселении гренадерского графа Аракчеева полка находившиеся поблизости от военного поселения земли чудовских ямщиков были отобраны в казну, а ямщикам отвели соответствующее количество земли в другом месте. При устройстве военных поселений в Слободско-Украинской губернии 59 мелких землевладельцев должны были перенести свои дома из пределов округа, причём казна выдала им небольшое вознаграждение за перенос домов и за принадлежавшие им лесные дачи. Из города Чугуева были выселены жившие там иногородние купцы, причём принадлежавшие им дома, лавки, сады и огороды были оценены особой комиссией. За дома, которые начальство находило нужным приобрести для военного поселения, казна выдавала 4/5 оценочной суммы, ввиду того, что владельцы «воспользуются выгодой получения вдруг наличных денег», а за дома, ненужные для военного поселения, казна выдавала всего 1/5 оценочной суммы.
До преобразования чугуевского уланского полка в военное поселение полковые земли раздавались в пользование служащим и отставным офицерам, которые наравне с нижними чинами получали при переделах участки сенокосов и пахотной земли и пользовались правом въезда в казённые леса; кроме того, офицерам были розданы в г. Чугуеве земельные участки, на которых они построили дома и развели сады. С устройством военного поселения все земли, которыми пользовались офицеры, были отобраны в казну. Отставным офицерам и их семействам отвели вне округа военного поселения небольшие участки земли и выдали вознаграждение за дома и сады, а бессемейным и дряхлым отставным офицерам назначили небольшие ежегодные пенсии; служащим офицерам за принадлежавшие им дома и сады было выдано денежное вознаграждение по крайне низкой оценке, причём вместо 1/4 оценочной суммы им были отведены земельные участки вне округов военного поселения.

## Устройство поселенных полков
Поселенные полки состояли: пехотные — из двух действующих, одного резервного и одного поселенного батальонов, а кавалерийские — из шести действующих, трёх резервных и трёх поселенных эскадронов.
В поселенных батальонах и эскадронах в число хозяев назначались местные жители в возрасте от 18 до 45 лет, имеющие собственное хозяйство, женатые и беспорочного поведения, а затем лучшие нижние чины из всего полка, прослужившие не менее 6 лет, знающие земледелие и женатые.
Остальные, годные к военной службе, местные жители зачислялись в помощники хозяев в резервные батальоны и эскадроны, а также на службу в действующие части поселенных полков, откуда соответствующее число нижних чинов переводилось в другие полки.
В мирное время поселенные полки должны были всегда стоять в округах своего поселения, а поселенные части не выступали из своих округов в поход и в военное время; военные поселяне освобождались от рекрутских наборов, государственных и земских повинностей, но зато все способные к военной службе жители округа должны были поступать с 18-летнего возраста на службу в свой полк. Военным поселянам была выдана форменная одежда, которую они должны были носить постоянно, ружья и амуниция; детей, зачисленных в кантонисты, и взрослых поселян обучали маршировке и ружейным приёмам.
Поселенные кавалерийские полки имели ряд отличий. Воинские чины, составляющие поселенные и резервные эскадроны кавалерийских полков, получали от казны наделы земли, дома, орудия труда, домашний скот и упряжь, а также жалованье и обмундирование. Каждое поселянское хозяйство состояло из поселянина-хозяина и его помощника и должно было обеспечивать продовольствием и фуражом двух солдат из действующей части полка и их лошадей.

## Административная структура

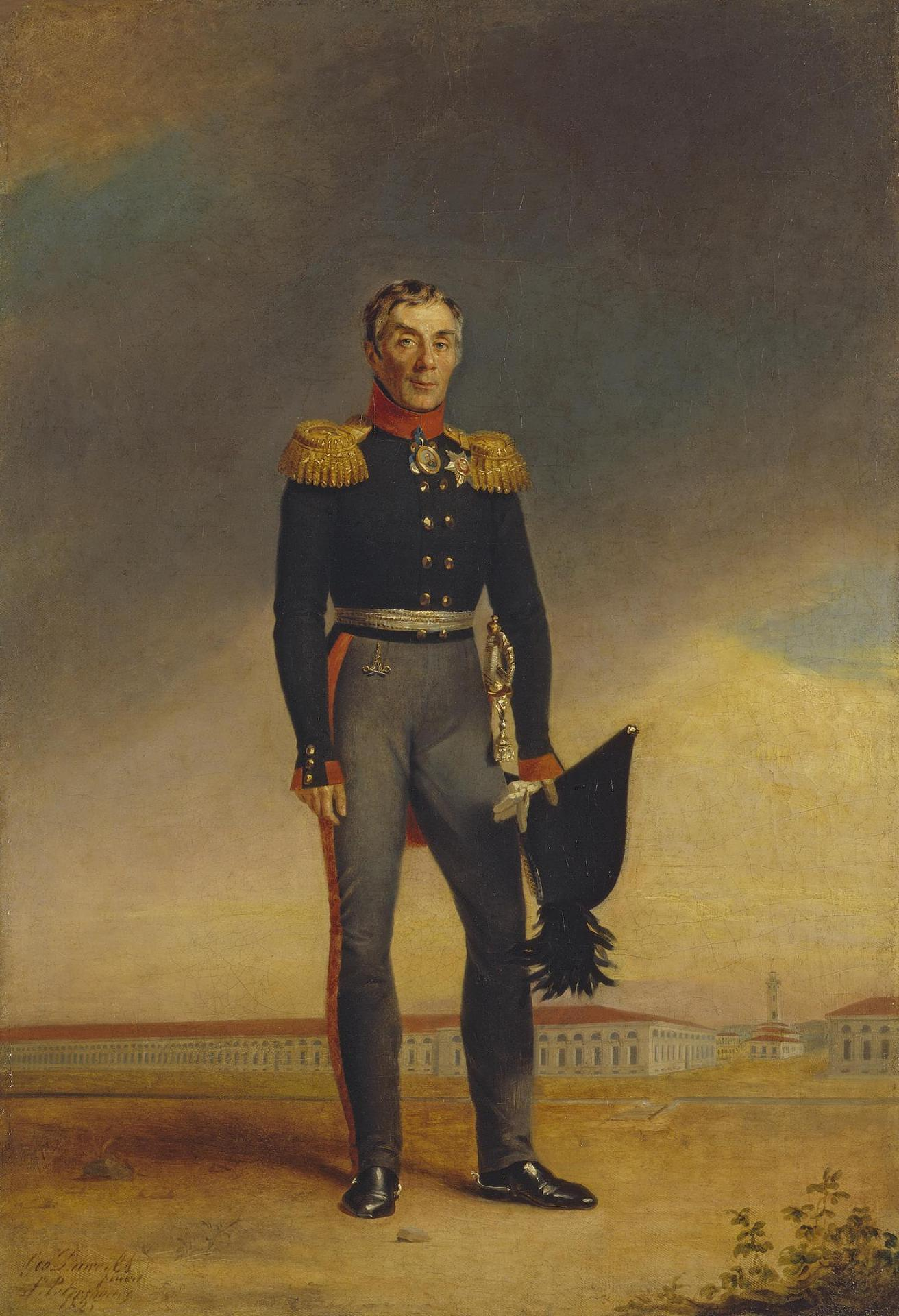
Алексей Андреевич Аракчеев

Главным начальником всех военных поселений в царствование Александра I был граф А. А. Аракчеев. При нём состоял особый штаб поселенных войск, а для заведования работами по возведению построек в военных поселениях — экономический комитет. Высшее местное управление военными поселениями в Новгородской губ. сосредоточивалось в дивизионных штабах, а в Могилевской губернии — в штабе начальника отряда. Все южные поселения кавалерии были подчинены генерал-лейтенанту графу И. О. Витту.
Округом поселения каждого полка заведовал полковой командир; он председательствовал в комитете полкового управления, состоявшем из командира поселенного батальона, священника, четырёх командиров песеленных рот, квартермистра и казначея; последние два избрались обществом офицеров на один год и утверждались полковым командиром. При комитете состоял дежурный офицер для «экстренных осмотров, понуждений и производства следствий»; другой офицер обязан был содержать в порядке карты и описания земель округа военного поселения и составлять планы на строения; канцелярией комитета заведовал полковой аудитор. Комитет полкового управления решал дела по большинству голосов, но при несогласии командира полка или поселенного батальона с мнением большинства дело представлялось на усмотрение начальника дивизии. Комитет заботился о хлебопашестве и вообще сельском хозяйстве в округе, выдавал пособия из заёмного капитала и хлебного запасного магазина, распоряжался обработкой общественным нарядом участков тех поселян, которые по болезни не были в состоянии заниматься полевыми работами, наблюдал за содержанием в исправности всех строений в округе и за ремонтом зданий, производил торги на подряды и поставки, принимал меры к сбережению здоровья жителей округа, имел надзор за поведением военных поселян, назначал опеку над дурными и нерадивыми хозяевами и лишал их, с утверждения начальника дивизии, хозяйства, при «истощении всех средств дать им восчувствовать выгоды попечительного хозяина».
От комитета полкового управления зависело увольнение поселян в соседние губернии и позволение им вступать в брак. На него же было возложено разбирательство по взаимным жалобам военных поселян и соседних жителей по делам о личных обидах и несогласиях по хозяйственным отношениям. В случае жалоб военных поселян на соседних жителей комитет сносился с губернским начальством об удовлетворении обиженного, причём предварительное расследование производилось дежурным при комитете офицером, совместно с депутатом от губернского начальства.
Командир поселенного батальона был одновременно военным начальником и хозяином округа военного поселения; на его обязанности лежало охранение тишины и спокойствия, прекращение нищенства, бродяжества, воровства и разбоев. Ближайшее наблюдение за военными поселянами было возложено на непоселенных унтер-офицеров, освобождённых, с этой целью, от забот по хозяйству и получавших казённое содержание.

### Военные поселения в Новгородской губернии
В 1820-х годах в Новгородской губернии были размещены в военных поселениях полки Гренадерского корпуса, занявшие оба берега реки Волхова на протяжении 75 километров, юго-западную часть губернии, в сторону города Сольцы, и район Старой Руссы. Поселение каждого полка называлось округом.
В Новгороде располагался штаб Гренадерского корпуса.
Самым северным был Первый округ графа Аракчеева полка со штабом в Селищах.

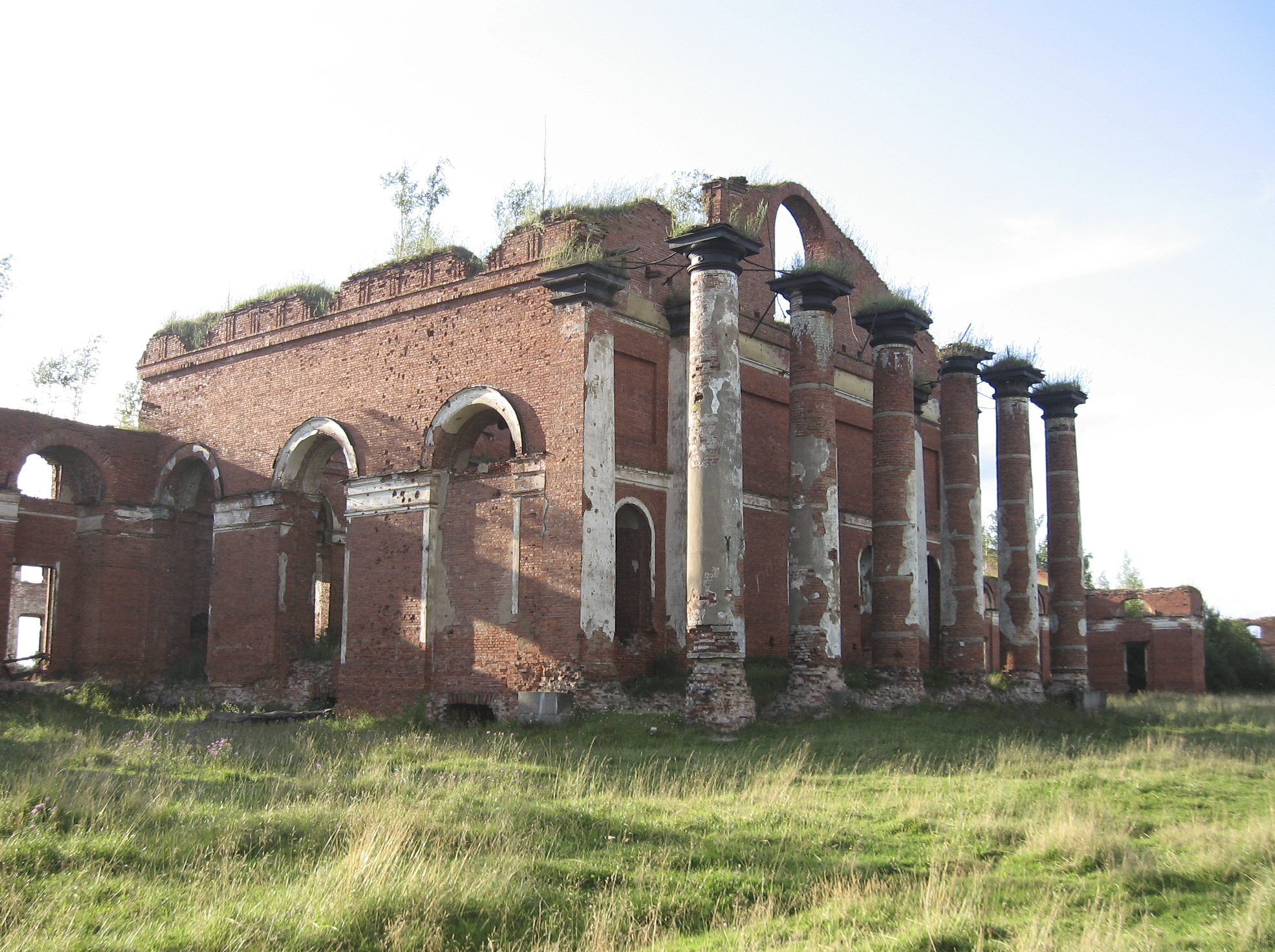
Развалины комплекса военного поселения в Селищах.

Ближе к Новгороду на обоих берегах Волхова был расположен Второй округ короля Прусского полка со штабом в селении Муравьи.
Вблизи Новгорода находился Третий округ императора Австрийского полка со штабом в селении Кречевицы.
На реке Мсте находился Четвёртый округ принца Прусского полка со штабов в селении Новоселицы.
В селении Медведь находился Пятый округ Первого карабинерного полка.

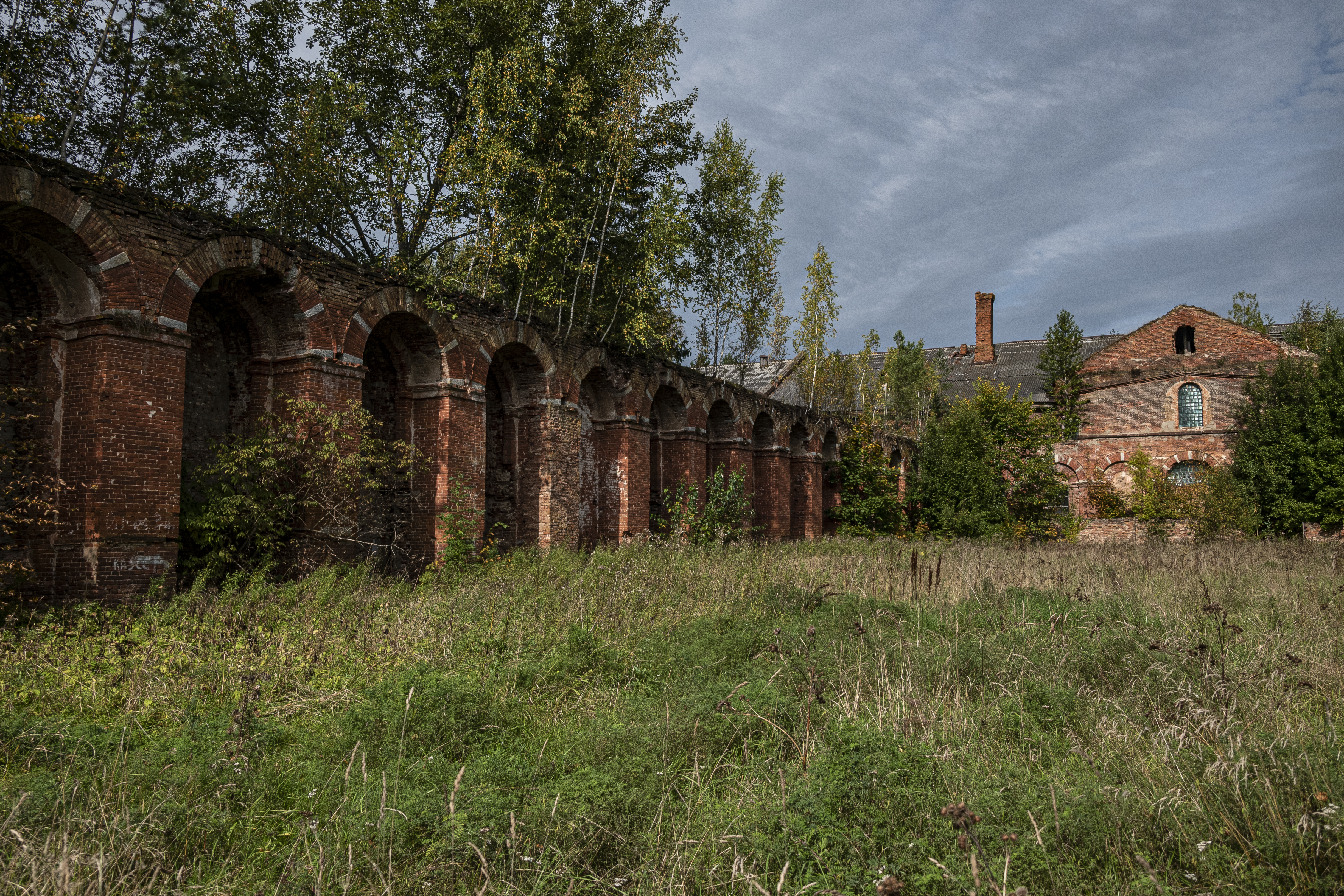
Ансамбль построек военных поселений Медведь.

На берегу озера Ильмень, у Старой Руссы находился Шестой округ Карабинерного князя Барклая де Толли полка.
В районе Старой Руссы располагались поселения 2-й и 3-й гренадерских дивизий и часть поселений Гренадерской артиллерийской дивизии. В самой Старой Руссе был размещен штаб 2-й гренадерской дивизии.
Все эти полки входили в Отдельный корпус военных поселений.

### Военные поселения на Украине
В Украинском военном поселении штаб восьми округов располагался в Чугуеве, первых 4-х округов — в слободе Ново-Екатеринослав, вторых 4-х округов — в Чугуеве.
В Новороссийском военном поселении штаб восьми округов располагался в Елисаветграде, первых 4-х округов — в посаде Новая Прага, вторых 4-х округов — в Новомиргороде, последних 4-х округов — в Вознесенске.
Штаб первых 5-ти округов Киевско-Подольского поселения был расквартирован в Умани, вторых 5-ти округов — в Вознесенске.
Штабы полков Украинского поселения находились в следующих населённых пунктах:
- Полки 2-й уланской дивизии:
  - Таганрогского (Белгородского) уланского полка — в поселении Ново-Белгород;
  - Чугуевского уланского полка — в Чугуеве;
  - Борисоглебского уланского полка — в слободе Андреевка (Ново-Борисоглебск);
  - Серпуховского уланского полка — в слободе Балаклея (Ново-Серпуховск).

- Полки 2-й кирасирской дивизии:
  - Екатеринославского кирасирского полка — в слободе Ново-Екатеринослав;
  - Глуховского кирасирского полка — в слободе Ново-Глухов;
  - Астраханского кирасирского полка — в слободе Ново-Астрахань;
  - Псковского кирасирского полка — в слободе Ново-Псков[8].

## Типовая застройка и быт
В округах военного поселения 1-й гренадерской дивизии немедленно после их учреждения начались обширные работы по возведению построек. Каждая поселённая рота, состоявшая из 228 человек, была расположена в 60 домах-связях, выстроенных в одну линию; в каждом доме помещалось по 4 хозяина, причём два хозяина, занимавшие одну половину дома, имели нераздельное хозяйство. Каждому унтер-офицеру отводилась целая половина дома. В верхних этажах домов помещались постояльцы — нижние чины действующих батальонов. Фактически жильцы ютились в пристройках, самые аккуратные домики-связи пустовали, так как выстроены они были для показа начальству, а располагаться в них поселенцам строго запрещалось. Не дай бог заметят в горнице — запорют. Нельзя было дотрагиваться до утвари. Каждому горшку, каждой плошке строго-настрого предписывалось находиться на определённом месте, полок не допускалось. Если начальство заметит, что горшок сдвинут с места, поселенцев жестоко наказывали.

Однажды приезжает к нему в участок Аракчеев и начинает подробный осмотр с обыкновенными своими придирками. Но начальник поселянаго участка был деятелен и заботлив: куда ни пойдет Аракчеев, все в отличном порядке и полнейшей исправности, все согласно инструкциям и напечатанным планам, всюду примерная чистота, каждая вещь под номером и на своем назначенном месте. Даже в избе солдата-поселенца подметено, выметено; ни паутины, ни сору. Аракчеев доволен… отменно и уезжает, похваливая усерднаго офицера.

(ПЕРНАТЫЙ БАТАЛЬОН.
Разсказ Новгородскаго старожила)

В середине расположения поселённой роты, на площади, стояло пять домов, в которых помещались часовня, караульня, школа для кантонистов, мастерские, цейхгаузы, пожарная команда, ротные лавки, квартира командира поселенной роты и т. д. Фасады домов поселенной роты выходили на переднюю улицу, на противоположной стороне которой был устроен бульвар; по этой улице пропускались только пешеходы, а ездить могли одни начальствующие лица; поселяне должны были пользоваться для проезда задней улицей. Около каждого дома были выстроены сараи для рабочего скота, земледельческих орудий и хлеба, тут же были сложены запасы дров и сена; дворы были огорожены прочной изгородью и содержались в чрезвычайной чистоте. Для полкового штаба в округе каждого полка были выстроены каменные здания; там же были устроены церковь, госпиталь, гауптвахта. Работы по возведению всех этих построек продолжались несколько лет, с участием сформированных специально для военных поселений военно-рабочих батальонов, из мастеровых инженерных и артиллерийских команд и рабочих арсеналов. Летом работавшие над возведением построек батальоны помещались в землянках, вследствие чего между нижними чинами сильно увеличивалась болезненность и смертность. В новгородском военном поселении были устроены ломки плиты и извести, кирпичные, гончарный и лесопильные заводы, мебельная мастерская, с рабочими из числа нижних чинов. Для подвозки строительных материалов по оз. Ильменю и р. Волхову была сформирована особая флотилия. В других военных поселениях поселяне помещались в старых крестьянских домах и вновь возводились только здания для ротных и полковых штабов. При пехотных и кавалерийских полках были поселены фурштатские роты, которые должны были служить действующим батальонам вместо обоза для возки провианта, а в мирное время содействовать устройству военных поселений. Фурштатские роты состояли из четырёх отделений — поселенного, действующего, нестроевых чинов и резервного; первое и четвёртое, а также кадры остальных отделений в поход не выступали. Хозяевам поселённого отделения были отведены земельные наделы, а нижние чины остальных отделений были размещены у них постояльцами. Каждому из хозяев поселённого отделения было дано от казны по две лошади лучшего качества, чем остальным поселянам; одна из них давалась в полную собственность, вторую хозяин мог употреблять для всех своих работ, но при смотрах и движениях действующих батальонов обязан был отдавать в действующее отделение фурштатской роты. Вместо военного ученья поселяне фурштатской роты обязаны были отбывать по очереди почтовую повинность. Мастеровые и ремесленники входили в состав резервного отделения фурштатской роты.

## Регламентация жизни военных поселян
Мелочная регламентация всех подробностей обыденной жизни военных поселян оставляла их под вечным страхом ответственности. За малейшие проступки виновные подвергались телесным наказаниям. Система фронтового обучения была основана на побоях, в военных поселениях истреблялись целые возы розог и шпицрутенов. Все военные поселяне работали без устали и целые дни оставались под надзором начальства, от которого зависело увольнение их на промыслы и разрешение им заниматься торговлей. Дети поселян зависели более от начальства, чем от родителей, проводя большую часть времени в школе и на учебном плацу; дочери выдавались замуж по назначению начальства. Все земледельческие работы производились по приказам начальства, а так как многие из начальников были несведущи в сельском хозяйстве и обращали внимание главным образом на фронтовое обучение, то нередко земледельческие работы начинались несвоевременно, хлеб осыпался на корню, сено гнило от дождей. К этому присоединялось ещё всеобщее взяточничество начальствующих лиц, начиная с офицеров: Аракчеев, требовавший от начальников только внешнего порядка и благоустройства, не мог искоренить всеобщего грабежа, и только в редких случаях виновные подвергались заслуженному наказанию; граф Витт ещё менее входил в положение поселян. Неудивительно, что среди военных поселян с каждым годом все увеличивалось глухое неудовольствие. В царствование императора Александра I оно выражалось только одиночными вспышками.
В 1817 году произошли беспорядки в Холынской и Высоцкой волостях Новгородской губ., где крестьяне не хотели допускать у себя нововведений и отправили депутации к Государю. В том же году возникло волнение в Бугском казачьем войске, где отставной капитан Барвиновский уверил казаков, что, по жалованной грамоте Екатерины II, войско не может быть преобразовано в военные поселения; беспорядки повторялись в округе Бугского войска и в следующем году.
В 1819 году поселяне таганрогского и чугуевского полков в Слободско-Украинском поселении, подстрекаемые адъютантом штаба дивизии ротмистром Тареевым, отказались косить сено для казённых лошадей и долго сопротивлялись вызванным для усмирения их войскам. Все эти беспорядки были подавлены вооружённой силой. Виновные были отправлены на службу в отдалённые гарнизоны сибирского и оренбургского корпусов. Из 813 поселян, преданных суду за эти беспорядки, 70 были подвергнуты наказанию шпицрутенами, причём несколько человек умерло на месте. 
Со вступлением на престол Николая I граф Аракчеев вскоре удалился от дел и во главе управления военными поселениями был поставлен граф П. А. Клейнмихель, со званием начальника штаба военных поселений. Начальником военных поселений Новгородской губерний был назначен командир гренадерского корпуса кн. И. Л. Шаховской, которому, как и начальнику военных поселений Херсонской губернии, графу Витту, была предоставлена власть командира отдельного корпуса; военные поселения Могилёвской и Слободско-Украинской губерний составляли отдельные отряды. Штаб военных поселений, вместе с экономическим комитетом, был присоединён к главному штабу Его Величества.
В первые годы царствования Николая I некоторые округа военного поселения были увеличены присоединением к ним соседних казённых селений и основано несколько новых поселений, в Витебской, Слободско-Украинской и Петербургской губерний. В ведомство военных поселений были отчислены города Елисаветград и Ольвиополь. Поселенная кавалерия была сведена в два резервных корпуса, общее командование которыми было вверено графу Витту.

## Подати и повинности поселян
Жители тех уездов, в которых были учреждены военные поселения, были освобождены в мирное время от рекрутских наборов: экономические волости и ямщики освобождались от рекрутской повинности безвозмездно, а вольные хлебопашцы и крестьяне удельного ведомства и помещичьих имений за каждого причитающегося с них рекрута обязаны были вносить в казну по 1000 рублей. Мещане должны были отправлять рекрутскую повинность на прежних основаниях, и только в городах, отчисленных в ведомство военных поселений, натуральная рекрутская повинность была заменена денежным сбором. В военное время все поселяне этих уездов должны были по-прежнему давать рекрут на укомплектование действующей армии.
Помещикам первоначально было разрешено в уездах, освобождённых от рекрутской повинности, отдавать своих крестьян в рекруты только в зачёт наборов военного времени, но затем, по ходатайству дворянства Херсонской губ., им было предоставлено право при рекрутских наборах мирного времени по их желанию или вносить установленный денежный налог, или же давать рекрут в натуре. Уезды, в которых были устроены военные поселения, несли значительные расходы на земские повинности; местные жители должны были давать на зиму квартиры войскам, командированным для работ в военных поселениях, поставлять дрова и солому поселенным полкам во время лагерных сборов, отопление и освещение для казённых зданий, давать подводы для разъездов земских заседателей и отводить пастбища для ремонтных лошадей поселенных полков кавалерии. Ввиду всего этого в конце царствования Александра I признано было необходимым оказать пособие губерниям, где были военные П., из денежных сборов остальных губерний. Поселенные полки состояли: пехотные — из 2 действующих, одного резервного и одного поселенного батальонов, кавалерийские — из 6 действующих, 3 резервных и 3 поселенных эскадронов. Поселенные батальоны и эскадроны формировались из местных жителей округа и лучших нижних чинов всего полка; в хозяева выбирались нижние чины, прослужившие не менее 6 лет и вполне усвоившие фронтовое учение; при этом назначались преимущественно уроженцы губернии, где расположено военное поселение, занимавшиеся до поступления на службу земледелием и женатые; затем в число хозяев назначались годные к строевой службе коренные жители в возрасте от 18 до 45 лет, имевшие собственное хозяйство, женатые и беспорочного поведения. Остальные местные жители в возрасте от 18 до 45 лет, годные к службе, зачислялись в помощники хозяев, в резервные батальоны и эскадроны; остающиеся в округе военного поселения за укомплектованием поселенных и резервных частей взрослые мужчины, способные к строевой службе, назначались в действующие части, откуда соответствующее число нижних чинов переводилось в другие полки. В мирное время поселенные полки должны были всегда стоять в округах своего П., а поселенные батальоны и эскадроны не выступали из своего округа в поход и в военное время; все жители округа, отданные при прежних рекрутских наборах на службу в другие полки, были переведены в поселяемый в округе полк. Военные поселяне были освобождены от всех государственных податей и земских повинностей, а также от рекрутских наборов, взамен чего они должны были комплектовать всеми способными к службе людьми тот полк, в округе которого они состояли; правительство брало на своё попечение содержание и приготовление к службе детей военных поселян. Военные поселяне были обмундированы в форменную одежду, им были выданы на руки ружья и амуниция. Многие добровольно обстригли волосы и обрили бороды, находя, что в мундире неприлично ходить с бородой. Кантонисты и взрослые местные жители немедленно начали обучаться маршировке и ружейным приёмам.
Все земли, принадлежавшие к округу военного поселения, были разделены между поселянами-хозяевами на равные участки, размер которых определялся, с одной стороны, количеством земли, необходимым для прокормления самого хозяина, его семейства и постояльцев, а с другой — общим количеством, земли, отведённой для полка; недостаток пахотной земли пополнялся расчисткой лесов и осушением болот. Пастбища и луга были предоставлены в общее пользование всех поселян-хозяев, без раздела. Хозяева снабжались от казны лошадьми, рабочим скотом, земледельческими орудиями и мебелью; все имущество было изготовлено по установленным образцам и поддерживалось в исправности за счёт поселян. Фельдфебели, вахмистры и известное число унтер-офицеров, преимущественно из окончивших курс в учебных войсках, не получали земельных наделов и обязаны были обучать военных поселян фронту и маршировке. При обучении нижних чинов внимание обращалось преимущественно на фронтовую выправку, маршировку и ружейные приёмы; стрельбе в цель совсем не обучали и только три недели в году производились ученья «с порохом», то есть с холостыми зарядами. В поселенные части предписано было назначать лучших офицеров, в совершенстве знавших фронтовую службу и имевших некоторые познания в хозяйстве, скотоводстве и науках.
Служба офицеров в военных поселениях была очень тяжела: кроме обучения поселян маршировке и фронтовой службе, офицеры обязаны были руководить земледельческими работами, наблюдать за домашним хозяйством поселян и отвечать за каждое упущение своих подчинённых. Домашняя жизнь офицеров, которым были отведены квартиры при полковых штабах, была стеснена постоянным надзором начальства; полковые командиры и высшие начальствующие лица обращались с офицерами крайне грубо и бесцеремонно, зная, что выгодные материальные условия службы привлекали в военные поселения беднейших офицеров, дороживших службой, как единственным обеспечением. Не выдерживая такого обращения, многие офицеры военных поселений переводились в другие полки.
В конце царствования Александра I было приказано офицеров военных поселений никуда не переводить и увольнять в отставку не иначе, как по болезни, с тем, чтобы уволенных в отставку вновь принимать на службу только в военные поселения. Нижние чины поселенных батальонов и эскадронов, поступившие на службу по рекрутским наборам, могли требовать присоединения к ним жён и детей, остававшихся на родине. Многие из жён нижних чинов отказывались ехать в военные П., отговариваясь болезнью, нежеланием оставлять своих родных и имущественными делами, вследствие чего сделано было распоряжение не допускать никаких отговорок и заявляющих о болезни подвергать освидетельствованию.

## Вознаграждение помещикам за детей
Относительно присоединения к военным поселянам детей, прижитых до поступления на службу, начаты были переговоры с помещиками. Большинство последних требовало за уступку детей выдачи зачётных рекрутских квитанций или уплаты несоразмерно большого вознаграждения, а потому в 1823 году были изданы правила о присоединении к военным поселянам их детей, прижитых до поступления на службу. Помещики обязаны были отдавать в казну по требованиям начальства детей моложе 10 лет, а детей старше этого возраста могли отдавать или не отдавать по своему усмотрению. За уступленных детей правительство выдавало помещикам вознаграждение за мальчиков, смотря по возрасту, от 22 р. до 1000 р., а за девочек — в половинном размере; вознаграждение выдавалось деньгами или зачётными рекрутскими квитанциями. Сыновья военных поселенцев зачислялись в военные кантонисты, по достижении 7-летнего возраста получали от казны провиант и одежду, а по достижении 18-летнего возраста зачислялись на службу в резервные батальоны и эскадроны, с переводом затем в действующие части. До 7-летнего возраста дети оставлялись у родителей, а сироты отдавались на воспитание поселянам-хозяевам. В возрасте от 7 до 12 лет кантонисты по-прежнему оставались при своих родителях и воспитателях, но обучались в школе, учителем унтер-офицером, грамоте, Закону Божию, началам арифметики и ремёслам. В возрасте от 12 до 18 лет кантонисты должны были помогать родителям в хозяйственных работах. Кантонисты, не способные к строевой службе, по достижении 12-летнего возраста отдавались в обучение мастерам, по контрактам на 5 лет, а затем зачислялись в военном поселении на нестроевые должности. В южных военных поселениях из кантонистов старшего возраста были сформированы учебные эскадроны и батареи, а в новгородском военном поселении в 1822 году был организован Военно-учительский институт, переведённый из Петербурга — с целью готовить учителей для школ поселенных батальонов; воспитанникам преподавались Закон Божий, чистописание, правописание, арифметика, геометрия, черчение, рисование, церковное пение, военная экзерциция и фехтование, а путём чтения книг кантонисты должны были «приобрести понятие» о «вещах общежития», об истории всеобщей и отечественной, началах артиллерии и работах полевой фортификации; летом они занимались работами в саду и огороде.

## Судебная процедура
Для разбора споров между военными поселянами-хозяевами и их постояльцами в каждой поселенной роте был учреждён ротный комитет, состоявший из одного унтер-офицера и трёх рядовых; хозяева каждого из четырёх отделений роты избирали ежегодно по 2 кандидата, из которых ротный командир назначал четырёх членами комитета. Дела в комитете разбирались устно. Если кто-либо из спорящих оставался недоволен решением комитета, оно представлялось ротному командиру, который утверждал или изменял его. На решение ротного командира можно было жаловаться комитету полкового управления, но в случае признания жалобы неуважительной с жалобщика удерживалось жалованье за один месяц. Недовольные решением комитета полкового управления могли жаловаться бригадному или дивизионному командиру на инспекторском смотру. Ротный комитет обязан был записывать в особую книгу духовные завещания поселян-хозяев и их постояльцев. В каждых трёх ротах ежедневно наряжались на службу 53 человека, не считая караула к полковой гауптвахте. С 6 час. вечера от ротного караула каждый час посылались патрули. Дежурный по роте офицер отвечал за все в роте, следил за порядком в домах, поверял пожарную команду, ночью обходил все ротные помещения. В каждой поселенной роте имелись пожарные трубы и бочки. В каждом капральстве один из трёх поселенных унтер-офицеров назначался ротным командиром за старшего; утром и вечером поселенные унтер-офицеры обязаны были обходить дома своих десятков, осматривая помещения поселенных нижних чинов и комнаты постояльцев; они отвечали за чистоту в домах и на задней улице, за осторожность в домах от огня. Кроме двух дней в неделю, назначенных для ученья, поселяне-хозяева могли отлучаться на работы в пределах своего округа без доклада, на отлучку за пределы округа должны были просить разрешения десяточного унтер-офицера, а на отлучку на ночь — разрешения ротного командира. На покупку вина требовалось разрешение ротного командира, но, несмотря на это, в военных поселениях процветала тайная продажа вина и по ночам поселяне пьянствовали. За несоблюдение правил осторожности от огня ротный командир мог наказывать виновных арестом, причём за детей наказывались родители; наказанные за неосторожность три раза отсылались на месяц в учебный батальон или на фабрику, а в случае нового нарушения правил переводились на службу в дальние гарнизоны сибирского корпуса.

## Хозяйство и экономическая деятельность
Из ежегодного урожая хлеба, исключая посевные запасы, половину хозяева должны были сдавать в запасный хлебный магазин, а другой половиной могли распоряжаться по собственному усмотрению. С расширением земледелия предполагалось прекратить отпуск из казны провианта сначала на семейства поселян, а затем и на самих хозяев и постояльцев; однако, эту меру удалось привести в исполнение только в южных военных поселениях, где было достаточное количество хорошей пахотной земли. В Новгородской губернии до устройства военных поселений крестьяне занимались преимущественно отхожими промыслами и торговлей. Стремясь развить земледелие, начальство военных поселений расчистило много пахотной земли из-под лесов, но эта мера не привела к цели, так как земля требовала постоянного удобрения, а у поселян было мало скота. Для обучения поселян улучшенным приёмам сельского хозяйства в военных поселений Новгородской губернии водворили несколько семейств немецких колонистов, что стоило казне больших издержек и также не дало заметных результатов. В южных военных поселениях часть пахотной земли возделывалась общественным нарядом под засев пшеницы, которая продавалась и доставляла значительный доход. Большое количество лугов и пастбищ дало возможность завести в южных поселениях овцеводство и конские заводы, которые были назначены для ремонтирования всей поселенной кавалерии лошадьми; однако, вследствие злоупотреблений начальства, продававшего частным лицам лучших лошадей, конские заводы приносили казне чистый убыток и в 40-х годах были закрыты. В новгородском военном поселении был устроен небольшой завод, доставлявший верховых лошадей офицерам поселения. Капиталы военных поселений увеличивались с каждым годом; они составлялись из отпусков от казны на содержание и продовольствие поселенных войск, из сумм, выручаемых от продажи рекрутских квитанций, из сбережений от сбора на заготовление рекрутской одежды, из откупной суммы за продажу алкоголя в военных поселениях. К концу царствования Александра I капиталы военных поселений достигли 32 млн руб. На устройство военных поселений при Александре I было израсходовано до 26 млн руб. Между тем, комплектование армии недостаточно обеспечивалось военными поселениями, так как в некоторых округах число умиравших превышало число рождающихся. Новгородские и белорусские крестьяне до перехода в военные поселения бедствовали до такой степени, что всякая перемена должна была, по-видимому, улучшить их быт; но случилось иначе.
Организация сельских работ в военных поселениях была проведена плохо. Ни чиновники, ни сам Аракчеев не разбирались в сельском хозяйстве. Вся деятельность военных поселенцев жестко регламентировалась инструкциями без учёта сезонного характера работ. Работы предписывалось проводить строго по регламенту, не соотносясь ни с погодными условиями, ни с обыкновенным порядком, принятым в крестьянском хозяйстве. Для доступа к работам надо было получить пропуск. Например, чиновник просыпался в 11 утра, тогда как поселяне ждали его уже с 6 утра. Получив пропуск, поселяне отправлялись на покос, при этом, времени на работы оставалось мало. Часто по инструкции для покоса назначался участок, который по факту оказывался за 7-10 вёрст от поселения, в силу чего у поселян не было возможности выполнить работы должным образом. Возле Санкт-Петербурга крестьянство издавна промышляло охотой, рыболовством, мелким промыслом, кустарным производством, торговлей, так как земля была непригодна для возделывания. По учреждении военных поселений в этом регионе было предписано заниматься хлебопашеством, что привело к печальным последствиям — низкая урожайность разоряли поселенцев, нередки были случаи голода. Смертность превышала рождаемость. На севере военные поселения не выполняли свою основную задачу — поставку рекрутов для армии. Кроме того, в силу недоедания и непосильных работ военные поселяне не были эффективны в качестве солдат.

## Отставка военных поселян
С достижением 45-летнего возраста, а при неспособности к строевой службе по болезням или увечьям — и ранее, военные поселяне зачислялись в инвалиды, с получением от казны жалованья и провианта. Поселяне-хозяева имели право передать хозяйство своим сыновьям, находившимся на службе в поселённых полках или в числе кантонистов старшего возраста, и зятьям из нижних чинов поселенных полков, а не имеющие детей могли усыновлять кого-либо из нижних чинов поселенного полка или кантонистов. Инвалиды, передавшие своё хозяйство, оставались полными хозяевами в своих домах, а не избравшие себе наследников могли оставаться в своих домах только по соглашению с назначенными на их место хозяевами, в противном же случае наделялись от казны участками земли, а при полной неспособности к работе — помещались в инвалидные дома. Инвалиды освобождались от фронтовых занятий и земледельческих работ, но назначались для прислуги в госпиталях, для присмотра за казёнными зданиями, для пастьбы скота военных поселян и т. п.

## Чугуевское восстание
Тяжелейшие условия жизни и труда военных поселян неоднократно становились причиной их выступлений. Наиболее крупным стало Чугуевское восстание военных поселян в июле 1819 года, охватившее два полковых округа военных поселений на Слободской Украине. Количество восставших составляло несколько тысяч человек.

## Бунт 1831 года
Летом 1831 года в военных поселениях Новгородской губернии вспыхнул бунт. Ближайшим поводом к беспорядкам послужила эпидемия холеры. Правительство устраивало карантины, заставляло окуривать заражённые дома и имущество умерших, но народ не верил в целесообразность этих мер; носились слухи, что в карантинах отравляют людей, что доктора и начальство рассыпают по дорогам яд и отравляют хлеб и воду. Рабочие, высланные из Петербурга за участие в холерных беспорядках, своими рассказами о том, как они кольями выгоняли холеру, возбуждали военных поселян.
Бунт начался 11 (23) июля 1831 в Старой Руссе. 24 июля в городе происходили многочисленные убийства офицеров, начальников и даже священников. К солдатам рабочего батальона присоединились мещане; толпа разбила кабаки, началось избиение фельдшеров и лекарей. Толпа подвергала пыткам офицеров, заставляла их признаваться в «отравлениях» и подписываться под своими словами. Началась подготовка к казням. Вечером в город вошли войска, поэтому казни не состоялись. 25 июля беспорядки распространились за пределы Старой Руссы. В конечном счёте холерный бунт вылился в восстание в Новгородской губернии.
Действия властей, направленные на выявление зачинщиков, были недостаточно энергичными. Кроме того, в Старой Руссе происходили постоянные контакты солдат с населением. Это привело к тому, что 1 августа (20 июля по старому стилю) солдаты одной из частей отказались подчиняться начальству, поддавшись общим паническим настроениям. После этого в городе произошла вторая вспышка насилия, были убиты офицеры, в том числе генералы Леонтьев и Эмме. В округах военного поселения было убито мятежниками и умерло от ран и побоев более 100 офицеров и врачей, остальные начальствующие лица были подвергнуты жестоким истязаниям и только немногим из них удалось скрыться.
3 августа кантонисты резервных батальонов были обезоружены и распущены по своим деревням; в округа военного поселения были отправлены вооружённые команды, понемногу восстанавливавшие порядок и спокойствие. Граф Орлов, по приказанию императора Николая I, объехал округа военного поселения Новгородской губернии, читая везде отданный по случаю беспорядков Высочайший приказ и увещевая поселян выдать зачинщиков мятежа. 6 августа в Новгород прибыл сам император Николай I, произвёл смотр войскам новгородского гарнизона и посетил округа поселенных гренадерских полков 1-й дивизии.
Беспорядки продолжались до 7 августа (26 июля по старому стилю), когда в город вновь вошли верные правительству войска. На следующий день по бесчинствующей толпе был открыт огонь. В итоге 10-й военно-рабочий батальон в полном составе был доставлен в Кронштадт, где особая военно-судная комиссия немедленно назначила наказания нижним чинам по мере участия их в возмущении. В округах военного поселения расследование было начато в первых числах августа; для рассмотрения дела была назначена военно-судная комиссия, под председательством генерала Я. В. Захаржевского. Виновные в беспорядках были разделены судом на 5 разрядов, причём преступники первого разряда, изобличённые в смертоубийстве, были приговорены к наказанию кнутом (от 10 до 45 ударов) и ссылке в каторжную работу, а остальные были приговорены к наказанию шпицрутенами (от 500 до 4000 ударов) и розгами (от 25 до 500 ударов), к отдаче в арестантские роты и отсылке на службу в сибирский отдельный корпус и в резервные войска; всего было осуждено более 3 тыс. человек, и только 1/4 осуждённых не была подвергнута телесному наказанию. Поздней осенью приговоры суда были приведены в исполнение, причём телесное наказание производилось с такой жестокостью, что около 7 % наказанных шпицрутенами умерли на месте экзекуции.

## Преобразование в округа пахотных солдат
Высочайшим указом 8 (20) ноября 1831 г. новгородские военные поселения были преобразованы в округа пахотных солдат. Округа более не считались принадлежащими поселенным полкам, и войска были в них расквартированы на общих основаниях. Поселенные батальоны и фурштатские роты были расформированы, поселенные роты переименованы в волости, управление которыми вверено головам, избираемым из среды хозяев командирами округов; дети пахотных солдат не зачислялись в кантонисты, а по достижении 20-летнего возраста определялись на службу в резервные батальоны.
Из военных поселений в Новгородской губернии было составлено 14 округов пахотных солдат, разделённых на два удела: новгородский и старорусский. Пахотные солдаты 5 округа (бывшие военные поселяне 1 карабинерного полка), не принимавшие участия в бунте, были оставлены на прежнем положении и освобождены от оброка; кроме того им был отдан рабочий скот, полученный от казны солдатами других округов, и строения их приказано было поддерживать за казённый счёт. В первых четырёх округах пахотных солдат (бывших поселениях гренадерских полков 1 дивизии) были оставлены только благонадежнейшие из коренных жителей и те из поступивших в хозяева из фронта, которые прослужили 20 лет и пожелали остаться в округах навсегда; остальные жители округов были определены на службу в резервные войска, в гарнизонные батальоны и в инвалидные команды.
Оставленные в округах пахотные солдаты были наделены участками пашни и сенокоса по 15 десятин на каждого и должны были выстроить себе из отпущенного казной леса дома. Деревянные дома-связи, в которых прежде жили хозяева поселенных рот, а также строения ротных и полковых штабов были назначены для расквартирования войск. В остальных округах были оставлены в звании пахотных солдат все жители.
Пахотные солдаты были освобождены от обязанности доставлять войскам продовольствие, но с 1 января 1832 г. должны были платить оброк по 60 руб. с каждого хозяина и по 5 руб. за каждого из своих сыновей с 15-летнего возраста до женитьбы или зачисления в хозяева. Они подлежали рекрутской повинности и по окончании общего срока службы возвращались в округа; желающие могли поступать на службу не в очередь наборов и тогда должны были отслужить только 15 лет. Пахотные солдаты могли заниматься земледелием и всякими мастерствами и производить торги; в случае надобности им выдавались ссуды деньгами и хлебом.
В каждой волости из среды хозяев избирались, с утверждения начальника округа, 4 сотские и голова, получавшие жалованье из капитала военных поселений и исполнявшие те же обязанности, что и должностные лица в удельных имениях. Каждый округ управлялся окружным комитетом, в состав которого, кроме начальника округа, входили его помощник, адъютант и старший из священников округа. Земли, оставшиеся от наделения пахотных солдат, отдавались в арендное содержание.
В 1835 году были преобразованы в округа пахотных солдат военные поселения Витебской и Могилёвской губерний. В южных военных поселения в 1832 году управление поселенной частью кавалерии было отделено от управления действующими и резервными эскадронами, которые были подчинены полковым и бригадным командирам, тогда как поселенные эскадроны подчинялись непосредственно начальнику дивизии. В 1836 году военные поселения кавалерии были изъяты из ведения начальников дивизий. Эскадроны были переименованы в волости, комитеты полкового управления — в окружные комитеты; дети поселян были освобождены от зачисления в кантонисты и должны были подлежать общей рекрутской повинности; оброком военные поселяне южных поселений обложены не были. Высшее управление военными поселениями с 1832 г. сосредоточивалось в департаменте военных поселений военного министерства. В 1835 году этому департаменту, кроме военных поселений и округов пахотных солдат, было поручено заведование иррегулярными войсками, военно-учебными заведениями и всеми казёнными зданиями вне крепостей.
В 1837 году имения военного ведомства в Киевской и Подольской губерний, образовавшиеся из конфискованных имений польских мятежников, были переименованы в военные поселения. В 1838 году в ведомство военных поселений был отчислен город Умань. Для общественных посевов, необходимых на продовольствие войск, расположенных в военных поселений, было отделено соответствующее количество земли. Во избежание малоземелья, около 14 тыс. военных поселян были переселены в округа новороссийского военного поселения; из беднейших поселян были сформированы 4 временные рабочие роты. Военные поселяне были обязаны отбывать рекрутскую повинность на общих основаниях, три дня в неделю работать на общественных полях и доставлять продовольствие расквартированным в округах войскам.

#### На Кавказе
На Кавказе нижние чины, отслужившие срок службы, поселялись при штаб-квартирах своих полков, причём правительство оказывало им некоторое пособие при водворении. В 1837 году решено было устроить военные поселения на границах с землями не усмирённых горцев. В течение 5 лет предполагалось поселить около 3 тыс. семейств. В военные поселения назначались нижние чины, прослужившие не менее 15 лет. Ранней весной они отправлялись из полков на места, назначенные для поселений, устраивали себе дома и засевали поля. Поселянам были отведены участки пахотной земли по 20 десятин на каждое семейство в Северном Кавказе и по 15 десятин в Закавказье; первые годы казна отпускала провиант на самих поселян и их семейства, поселяне были снабжены оружием для отражения набегов горцев. Они должны были заниматься земледелием, ремёслами и торговлей с соседними горцами. Сыновья поселян не зачислялись в кантонисты, а по достижении 20-летнего возраста определялись в полки кавказской армии, где должны были прослужить 15 лет. Созданные на Кавказе военные поселения представляли надёжную защиту от набегов горцев. По мере усмирения горских племён, потерявшие своё значение поселения присоединялись к кавказским казачьим войскам.

## Упразднение
После вступления на престол императора Александра II в южные военные поселения был командирован флигель-адъютант Д. А. Столыпин. Объехав все поселения, Столыпин донёс, что население округов сильно обеднело: у многих хозяев не было рабочего скота, садоводство, дававшее когда-то значительный доход, пришло в упадок; постройки в округах требовали постоянного ремонта; для обеспечения продовольствия расположенных в военном поселении войск необходимо такое количество земли, что на долю собственного хозяйства поселян оставлялись во многих округах неудобные участки. Как местное, так и главное начальство военных поселений пришло затем к убеждению, что военные поселения невыгодны в материальном отношении и не достигали поставленной им цели.
Ввиду этого в 1857 году военные поселения и округа пахотных солдат были упразднены и переданы в управление министерства государственных имуществ.

## Начальники
Главные начальники военных поселений:
- 1821—1826 — генерал от артиллерии Алексей Андреевич Аракчеев
- 1826—1832 — генерал-адъютант Пётр Андреевич Клейнмихель

Директора Департамента военных поселений:
- 1832—1842 — генерал-адъютант Пётр Андреевич Клейнмихель
- 1842—1852 — генерал от артиллерии (до 1851 — генерал-лейтенант) Николай Иванович Корф
- 1852—1856 — генерал-лейтенант Густав Фёдорович Пилар фон Пильхау
- 1856—1857 — генерал-лейтенант Александр Иванович Веригин